# EVENING TRIPPER
EVENING TRIPPER（イブニング・トリッパー）とは、エフエム岐阜で2007年4月から2015年3月放送されていたRadio80の夕方ワイド番組である。略称は、「イブトリ」。

## 概要
- Paradise Garageの後番組として月曜日から木曜日までの16:55 - 19:00にて放送されていた。
- 2015年3月31日の放送を以って終了し、その以降は「TWILIGHT MAGIC」が放送開始した。一部のタイムテーブルのコーナーはその番組に引き継がれているほか、出演するパーソナリティも引き続き出演している。

## 出演
- 月曜・火曜　小島愛
- 水曜・木曜　久世良輔

## タイムテーブル

### 2014年10月時点
- 17:05　　トラフィック
- 17:08　　ギフナビ
- 17:25　　清流の国ぎふ～森林・環境税のおはなし～（火）／コンサポ!すすめハッピーロード （水）／Go!Go!アクアウォーク大垣（木）
- 17:45　 SUZUKIpresents KAT-TUN 田口淳之介のTAG-TUNE DRIVING（TOKYO FM制作）
- 17:55　　中日新聞ニュース&ウェザー
- 18:00　　NEW ROTE'KA Times（火のみ）
- 18:05　　FC岐阜デイリートピックス
- 18:10　　大矢祐希のHOT SPRING （水）
- 18:30　　愛の説教部屋（月）／ 健康について（火）／てくてく岐阜あるき 中津川編（木）
- 18:40　　トラフィック
- 18:55　　中日新聞ニュース&ウェザー

### 2012年度
- 17:10頃　トラフィック（岐阜情報センターから）
- 17:15頃　岐阜新聞今日の誌面から（3カ月おきに中日新聞と入れ替わる）
- 17:45　 SUZUKIpresents KAT-TUN 田口淳之介のTAG-TUNE DRIVING（TOKYO FM制作）
- 17:55　岐阜新聞ニュース&ウェザー
- 18:00　NEW ROTE'KA Times（火のみ）
- 18:30頃　てくてく岐阜あるき（木曜日は中津川市観光協会提供のため中津川市の情報になる）
- 18:40頃　トラフィック（一宮情報センターから）
- 18:54頃　中日新聞ニュース&ウェザー

### 過去の主なコーナー
- ムジカレコード店（月）
- クイズコーナー

## その他
- 2009年12月21日の放送では番組冒頭にたむらけんじが飛び入りで出演し、リスナーに「探偵!ナイトスクープ(朝日放送)」の依頼で来ていると説明、そして岐阜出身の依頼者の母親が探している曲が見つからないため探して欲しいとリスナーに協力を求めた。曲名も歌手名もわからず、手がかりは母親がかすかに憶えている歌詞と手拍子のみだったが、番組終盤になって小沢健二のシングル「強い気持ち・強い愛」のカップリングで収録されている「それはちょっと」であると判明した。尚、この様子は制作局である朝日放送で2010年1月15日に、岐阜を視聴対象とするメ～テレで1月22日に放送された。
- 2010年3月22日より9月20日までの月曜日は、イオン大垣ショッピングセンターから公開生放送を行っていた。
- 放送開始から2010年11月5日までは17:00 - 19:00の放送だった。